# Casino Oceano
Casino Oceano é um telefilme português de média-metragem, produzido em 1983, realizado por Lauro António, integrado na série Histórias de Mulheres.

## Sinopse
Uma mulher desce pelas ruas da Figueira da Foz, passeia pela praia, saboreia a liberdade do oceano. Um carro aproxima-se da Figueira: o encontro marcado entre o homem e a mulher. Percebe-se pela conversa que são amantes. Ela, casada com outro, a quem não ama. O encontro prossegue num quarto de hotel. O receio de um lado, o amor do outro...

## Ficha técnica
- Realização: Lauro António
- Argumento: Lauro António, em adaptação livre do conto Week-end de José Cardoso Pires
- Produção: Lauro António / RTP (Radiotelevisão Portuguesa)
- Fotografia: Manuel Costa e Silva
- Música: John Surman (Upon Reflection)
- País: Portugal
- Duração: 64 min
- Rodagem: abril de 1983
- Ante-estreia: 18 de setembro de 1983 (12º Festival Internacional de Cinema da Figueira da Foz)
- Estreia: 10 de maio de 1984 (RTP/2)

## Ficha artística
- Maria do Céu Guerra: Maria
- João Perry: José

## Sobre o filme
Segundo o próprio realizador, a escolha da Figueira da Foz como cenário de Casino Oceano deveu-se a uma série de razões. A primeira porque Lauro António conhecia bem a cidade e seu ambiente, devido à sua presença assídua no Festival de Cinema. Também devido à arquitectura da cidade, tão característica de outro tempo, como acontece com o Casino Oceano que dá o nome ao filme. Depois, e mais importante, a presença do mar (elemento libidinal por excelência) frente ao hotel, do casino (onde se joga a sorte de cada um) e da praia como elemento de criação do clima de mutação psicológica.